# Байкальський Прибой
Байкальський Прибой (рос. Байкальский Прибой) — зупинний пункт Кабанського району, Бурятії Росії. Входить до складу Сільського поселення Великоріченське.
Населення — 118 осіб (2015 рік).